# Turets
Turets (vitryska: Турэц) är en agropolis i Belarus.   Den ligger i voblasten Hrodna voblast, i den centrala delen av landet, 90 km sydväst om huvudstaden Minsk. Turets ligger 170 meter över havet och antalet invånare är 630.

## Natur och klimat
Terrängen runt Turets är huvudsakligen platt. Turets ligger uppe på en höjd. Runt Turets är det ganska glesbefolkat, med 27 invånare per kvadratkilometer.. Närmaste större samhälle är Karelіtjy, 12,1 km väster om Turets.
Trakten runt Turets består till största delen av jordbruksmark.